# 阿布维尔圣吕西安
阿布维尔圣吕西安（法語：Abbeville-Saint-Lucien，法語發音：[abvil sɛ̃ lysjɛ̃]）是法国瓦兹省的一个市镇，位于该省中西部偏北，属于克莱蒙区。

## 地理
阿布维尔圣吕西安（49°31'1"N, 2°10'11"E）面积5.26 平方千米，位于法国上法蘭西大區瓦兹省，该省份为法国北部内陆省份，北起索姆省，西接厄尔省和滨海塞纳省，南至塞纳-马恩省和瓦兹河谷省，东临埃纳省。
与阿布维尔圣吕西安接壤的市镇（或旧市镇、城区）包括：方丹圣吕西安、莫莱尔、米多尔日、拉讷维尔圣皮埃尔、奥罗埃尔、布雷什河畔勒伊。

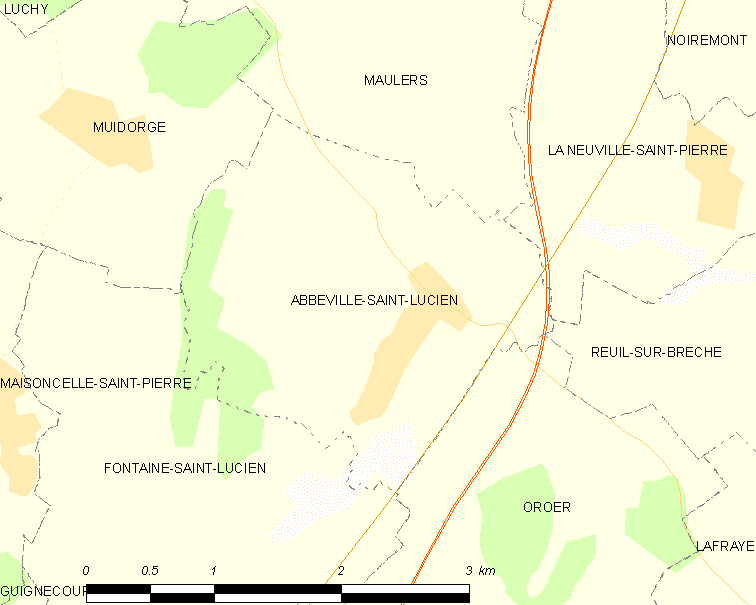
阿布维尔圣吕西安的OSM定位图

阿布维尔圣吕西安的时区为UTC+01:00、UTC+02:00（夏令时）。

## 行政
阿布维尔圣吕西安的邮政编码为60480，INSEE市镇编码为60003。

## 政治
阿布维尔圣吕西安所属的省级选区为圣瑞斯特昂绍塞县。

## 人口

1962-2008年间阿布维尔圣吕西安人口变化图示

阿布维尔圣吕西安于2022年1月1日时的人口数量为510人。